# 687
687 је била проста година.

## Догађаји
- Цар Јустинијан II преговара о мировном споразуму са Омајадским калифатом, што резултира да калифа Абд ал-Малик пристаје да му плаћа данак. Он уклања 12.000 хришћанских маронита, који се непрестано опиру Арапима, из Либана. Јустинијан појачава византијску морнарицу на Кипру, а коњичке трупе са Тракејске теме у Анадолији пребацује у Тракију на Балканском полуострву.
- Битка код Тертри: Краљ Теудерик III од Неустрије је поражен од Пепина од Херстала, градоначелника палате Аустразије, у близини Перона (савремена Француска), на реци Соми. Теудерик се повлачи у Париз и приморан је да потпише мировни споразум. Пепин постаје "де фацто" владар Франачког краљевства и почиње да себе назива војводом од Франака. Он успоставља базу за будући успон Пипинида и Каролинга. Пепин поставља Нордеберта за војводу од Бургундије.
- Краљ Ервиг умире након 7-годишње владавине, а наследио га је његов зет Ергика као владар Визиготског краљевства.
- Краљ Мул од Кента и 12 другова спаљени су на смрт током кентске побуне. Његов брат, краљ Цедвала од Весекса, пустоши краљевство у знак освете.
- 21. септембар – Папа Конон умире у Риму после једногодишњег епископства, а наследио га је папа Сергије I као 84. римски епископ.
- У Јерусалиму је започета изградња Куполе на стени, која се налази на Храмовној гори